# Torre Cerro de la Torre
La Torre Cerro de la Torre és una talaia medieval d'origen musulmà situada en el municipi d'Almeria d'Antas (Espanya). Va ser declarada Bé d'Interès Cultural sota la protecció de la Declaració genèrica del Decret de 22 d'abril de 1949, i la Llei 16/1985 sobre el Patrimoni Històric Espanyol el 26 de juny de 1985. Es troba enfront de la Torre de Vera, per prevenir atacs procedents de la costa, des de la desembocadura del riu Almanzora.